# Múltiples càmeres

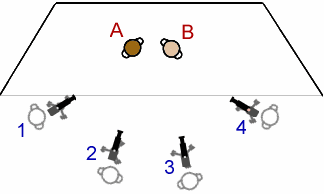
Diagrama de la disposició amb múltiples càmeres.

El muntatge amb múltiples càmeres és un mètode de filmació de pel·lícules i programes de televisió. Consisteix a situar diverses càmeres en el set de rodatge que graven (o transmeten) simultàniament una escena. Aquesta disposició contrasta amb la mono-càmera on només s'utilitza una càmera.
Generalment, les dues càmeres dels extrems filmen plans curts o encreuaments entre els dos personatges més actius de l'escena, mentre que les càmeres centrals capturen el pla general. Aquesta tècnica és més eficient en programes que s'han d'estrenar poc després, ja que redueix el temps dedicat a l'edició de la gravació i també és vital per a la televisió en viu.